# Moby
Richard Melville Hall (Harlem, 11. rujna 1965.), poznatiji pod umjetničkim imenom Moby, američki je DJ, pjevač, skladatelj, glazbenik i fotograf.
Moby svira klavijature, gitaru, bas-gitaru i bubnjeve. Nakon 8 top singlova 1999. izdaje album Play prodan u više od 9 milijuna primjeraka diljem svijeta. Također izdaje albume 18, Hotel i Last Night koji su zajedno prodani u 6 milijuna primjeraka te su stekli zlatne i platinaste ploče u više od 30 država. Moby danas redovito nastupa na njujorškoj klupskoj sceni, posebno na tzv.
Degenerates događanjima.
Hall se rodio u Harlemu u New Yorku, a odrastao je u Darienu u Connecticutu. Nadimak "Moby" nadjenuli su mu njegovi roditelji zbog obiteljskog srodstva s Hermanom Melvilleom, autorom knjige Moby Dick. Glazbu je stvarao i pod pseudonimima: Vodooo Child, Schaumgummi te kao član sastava Vatican Commandos, AWOL, Caeli Seoul 
i Gin Train.

## Glazbena karijera

### Počeci
Moby se glazbom bavi od devete godine života. U početku je učio glazbenu teoriju i svirati klasičnu gitaru, a kasnije je prešao na glasovir i bubnjeve. 1982. priključuje se hardcore punk sastavu Vatican Commandos s kojima izdaje ploču Hit Squad for God. Bio je i član post-punk grupe AWOL s kojima također izdaje album.
Prvi ugovor potpisuje s producentskom kućom Instinct Records 1989., u doba kad je bez tekuće vode i struje živio u napoštenoj tvornici u narkomanskoj četvrti u Stamfordu, savezna država Connecticut.

### Go(1991. – 1993.)
Prvi Mobyjev singl zvao se Mobility (hrv. Mobilnost), no tek je drugi njegov singl, Go (hrv. Idi) donio uzlet na britanskim glazbenim ljestvicama i prvi nastup na Top of the Pops. Ostali singlovi iz tog razdoblja uključuju Next Is the E (hrv. Sljedeće je E), Thousand (hrv. Tisuću) i Voodoo Child (hrv. Voodoo dijete).
Tijekom 1991. i 1992. remiksira pjesme The B-52'sa, The Prodigyja, Orbitala, Erasurea, Michaela Jacksona i Ten Cityja. 1992. se na turneji pridružuje The Prodigyju, Richieju Hawtinu te Johnu Acquavivi.

### Everything Is Wrong,Animal RightsiI Like to Score(1993. – 1998.)
1993. Moby potpisuje novi producentski ugovor, ovoga puta s Mute Recordsom i izdaje ploču pod naslovom Move (hrv. Pomakni). Taj mu je album osigurao drugi nastup u Top of the Pops. Odlazi na sjevernoameričku turneju sa sastavima Orbital i Aphex Twin.
1995. Moby izdaje svoj prvi samostalni album Everything Is Wrong (hrv. Sve je pogrešno). Prvi su se primjerci prodavali zajedno s dodatnim 43-minutnim instrumentalnim CD-om Underwater (hrv. Pod vodom). Everything Is Wrong je bio iznenađujuće dobro prihvaćen kod kritike (Spin Magazine ga čak naziva albumom godine), ali i kod publike. Godinu dana kasnije izlazi dvostruko remiksirano izdanje istog albuma. 
1996. izdaje punk rock album Animal Rights (hrv. Životinjska prava) i odlazi na europsku turneju s Red Hot Chili Peppersom i Soundgardenom. Iako u pravilu uvijek piše vlastitu glazbu, u novi album Animal Rights je uključio i naslovnu pjesmu s albuma Mission of Burma. Singl Come on Baby (hrv. Hadje mala) treća je Mobjeva izvedba na Top of the Pops.
1997. izdaje I Like to Score (hrv. Volim skladati), kompilaciju svoje glazbe koja je korištena u filmovima. Među pjesme s albuma ubraja se i glavna pjesma iz filma James Bonda Sutra nikad ne umire, kao i instrumentalna verzija New Dawn Fades iz filma Vrućina.

### Play,18i međunarodni uspjeh (1999. – 2004.)
1999. Moby izdaje album Play (hrv. Sviraj). Iako se ispočetka nagovještavalo da će se raditi o tek prosječnoj prodaji, album je na posljetku prodan u više od 9 milijuna primjeraka. Svaka je pjesma s albuma našla svoje mjesto i u raznim u filmovima, reklamama, televizijskim emisijama, kako za komercijalne tako i za neprofitne svrhe. Album je Moby stvorio koristeći snimke Alana Lomaxa Sounds of the South, i surađujući između ostaloga i s Gwen Stefani.
U srpnju 2001. izdaje DVD Moby:Play koji je ušao u nominaciju za nagradu Grammy 2002. godine. DVD uključuje uživo nastupe, većinu spotova, autorski film Give An Idiot a Camcorder, kao i 88-minutni megamiks svih remiksa koji su napravljeni za album Play. 2001. godina je ostala zabilježena i po prepirci s raperom Eminemom čiju je glazbu Moby nazvao "mizoginističkom i homofobičnom". Eminem mu uzvraća stihovima pjesme, Without Me: "Nitko ne sluša techno!"
2002. Moby objavljuje nastavak Playa pod nazivom 18. Album je stekao zlatne i platinaste ploče u više od 30 država te je prodan u više od 4 milijuna primjeraka. Moby je tijekom četiri godine u sklopu turneje za albume Play i 18 nastupio na više od 500 događanja.

### Hotel,Last Nighti The Little Death (2005. – 2008.)
2005. Moby izdaje Hotel koji sadrži dva njegova najveća europska hita Lift Me Up (hrv. Nabrij me) i Slipping Away (hrv. Izmiču). Ovoga puta su sve vokalne izvedbe bile snimljene uživo u studiju od strane samog Mobyja i Laure Dawn. Hotel je globalnom prodajom većom od 2 milijuna primjeraka u više od 20 država stekao zlatnu ili platinastu ploču.
2006. godine Moby glumi u filmu Pittsburgh. Iste godine prihvaća rad na glazbi za film Richarda Kellyja Southland Tales.
2007. s prijateljima Laurom Dawn, Daronom Murphyjem i Aaronom Brooksom pokreće rock sastav The Little Death, NYC. Iste godine pokreće web sjedište mobygratis.com posvećeno pružanju slobodne glazbe studentima filmske umjetnosti, kao i neovisnim neprofitnim filmašima. 
2008. Moby izdaje eklektični album Last Night (hrv. Sinoć) u žanru elekroničke plesne glazbe inspiriran noćnim životom četvrti u kojoj živi dugi niz godina. Singlovi s albuma uključuju Alice, Disco Lies (hrv. Disko laži), I Love To Move In Here (hrv. Volim se gibati) i Ooh Yeah.
2008. godine sudjelovao je na Songs for Tibet.
U suradnji s The Sunday Timesom, Moby izdaje posebno izdanje za naslovnicu časopisa nazvano A Night in NYC (hrv. Noć u New Yorku). Kompilacija je to Mobyjevih pjesama koja uključuje i spot iz njegovog zadnjeg albuma Last Night.

## Osobni život
Richard Hall već više od desetljeća živi u malom stanu u peterokatnici u talijanskoj četvrti na njujorškom Manhattanu. Donedavno je bio suvlasnik malog restorana i trgovine čajevima TeaNY u kojima je i konobario. Također je organizirao umjetničko društvo Little Idiot Collective.
U intervjuu za Psychology Today Moby je priznao da je kao 19-godišnjak uživao LSD i na neko vrijeme obolio od učestalih napadaja panike. O drogama danas drži sljedeće:
Moby je dugogodišnji vegan i borac za prava životinja.

## Diskografija
Studijski albumi
- Moby (1992.)
- Ambient (1993.)
- Everything Is Wrong (1995.)
- Animal Rights (1996.)
- Play (1999.)
- 18 (2002.)
- Hotel (2005.)
- Last Night (2008.)
- Wait for Me (2009.)
- Destroyed (2011.)
- Innocents (2013.)
- Long Ambients 1: Calm. Sleep. (2016.)
- These Systems Are Failing (2016.)
- More Fast Songs About the Apocalypse (2017.)
- Everything Was Beautiful, and Nothing Hurt (2018.)
- Long Ambients 2 (2019.)
- All Visible Objects (2020.)
- Live Ambients – Improvised Recordings Vol. 1 (2020.)
- Reprise (2021.)
- Ambient 23 (2023.)
- Resound NYC (2023.)
- Always Centered at Night (2024.)

Videografija
- Play: The DVD (2001.)
- 18 B Sides + DVD (2003.)
- The Hotel Tour 2005 (2006.)
- Go: The Very Best of Moby (2006.)
- Go: A Film About Moby (2006.)

## Vanjske poveznice
- moby.com, službena stranica